# NGC 281
座標:  00h 52m 25.1s, +56° 33′ 54″
NGC 281は、カシオペヤ座に位置するHII領域で、ペルセウス腕の一部である。散開星団 IC 1590や重星 HD 5005、複数のボック・グロビュールを含んでいる。パックマンのキャラクターに似ているのでパックマン星雲(Pacman Nebula)とも呼ばれている。
この星雲は1883年8月にエドワード・エマーソン・バーナードにより発見された。バーナードは、大きくかすかな星雲で、とても広がっている、と述べている。
重星HD 5005は{\displaystyle \beta 1}とも呼ばれており、シャーバーン・バーナムによって発見された。8等星の主星と4つの伴星で構成され、1.4秒から15.7秒離れて見える。この5重星系は、1875年の最初の観測より明確な変化は見られていない。
この星雲は、空の暗い場所であればアマチュアが天体望遠鏡で見ることができる。アマチュア天文家のen:Walter Scott Houstonは、著書『Deep Sky Wonders』で小口径の天体望遠鏡での見え方を記述している。

## 画像

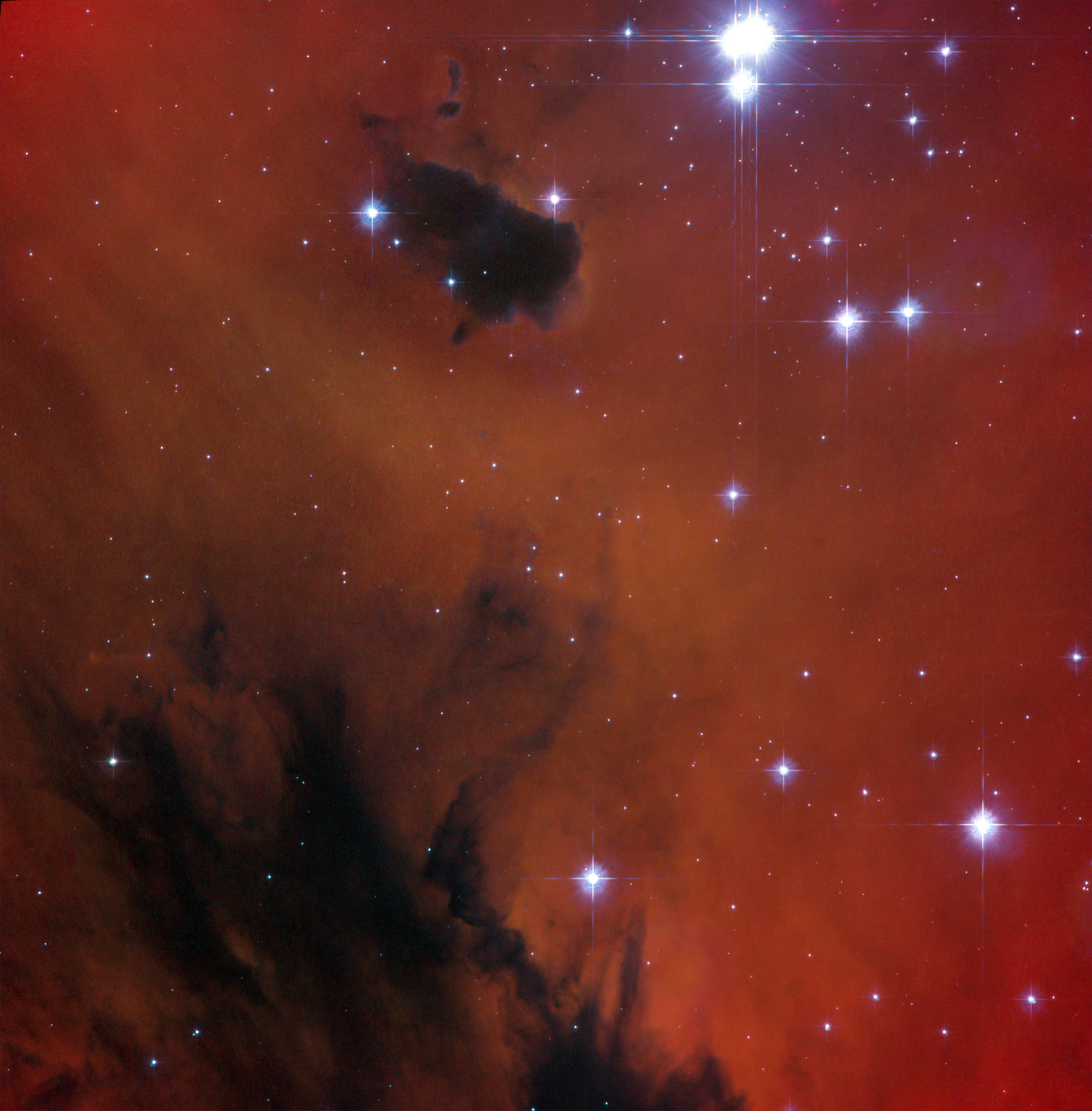
NGC 281内の散開星団 IC 1590
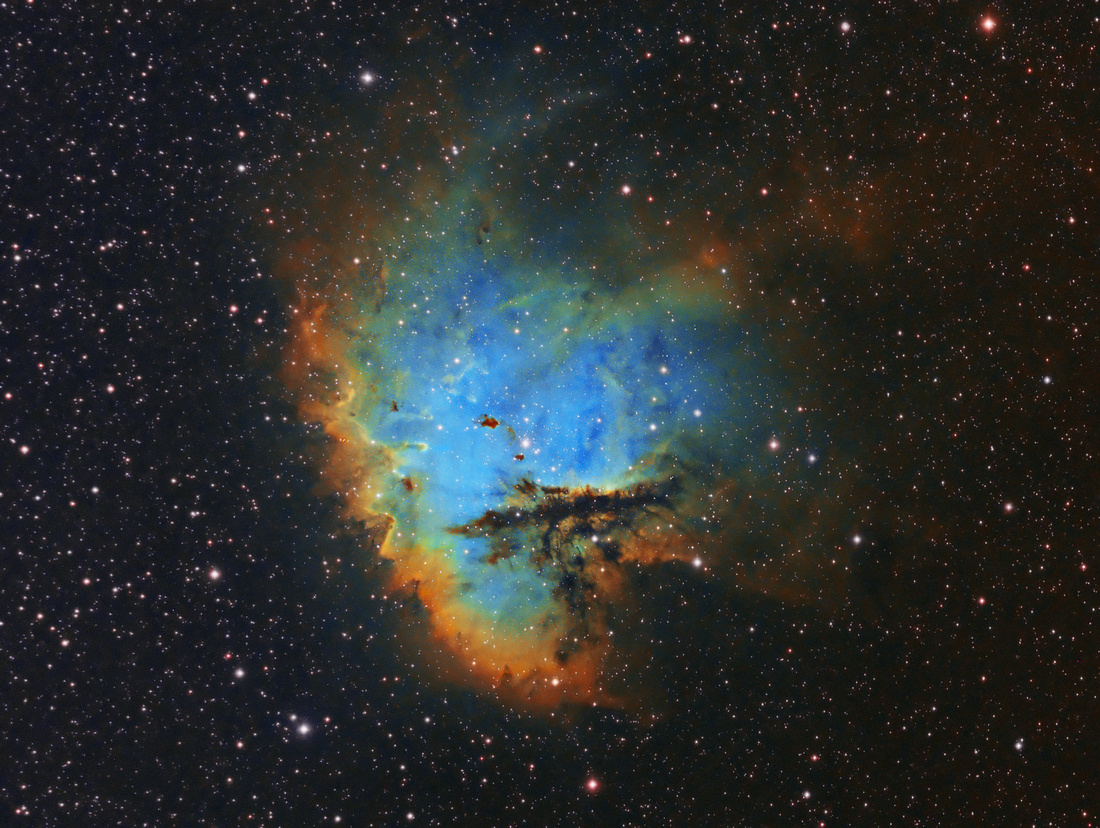
NGC 281 - アマチュアによるSAO疑似カラー画像
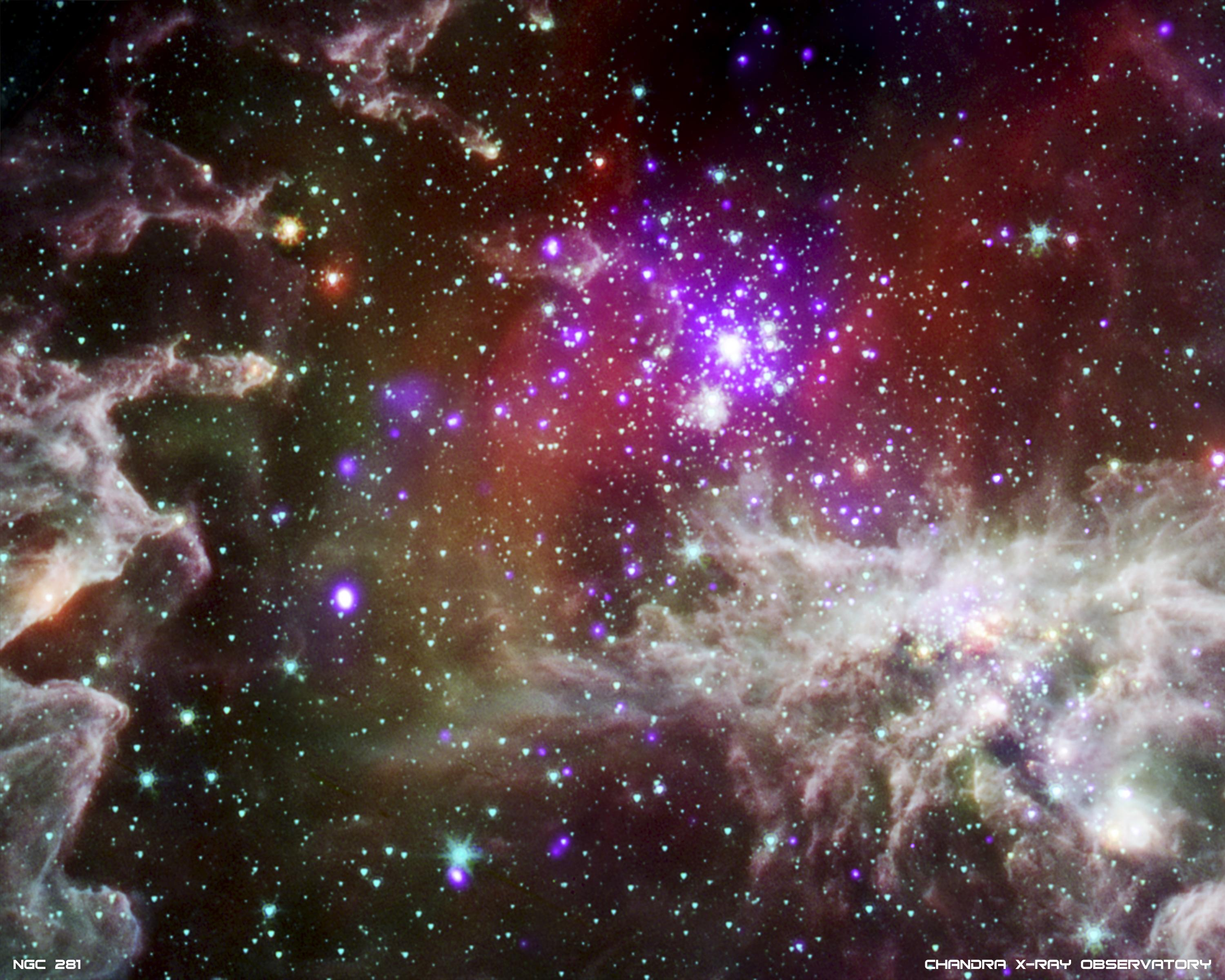
Chandra望遠鏡によるX線画像（紫）とSpitzer望遠鏡による赤外画像の合成画像